# Stadsbrand van Rhenen
De stadsbrand van 1400 behoort tot de grootste stadsbranden die Rhenen hebben getroffen.
De ramp vond in de herfst plaats. Op één huis na werd de gehele stad Rhenen in de as gelegd.
De oorzaak van de brand was heimelijke brandstichting door Steven van Lienden. Hij wilde wraak nemen na de moord op een bloedverwant. Steven van Lienden werd later in Wijk bij Duurstede gevangengenomen en op bevel van de bisschop van Utrecht, op dat moment Frederik van Blankenheim, onthoofd.

## Externe bron
- zie punt 691 op www.biesbosch.nu